# Skrajna levica
Skrajna levica je umestitev političnih nazorov na političnem spektru.
Kot skrajno leve ideologije se lahko smatrajo različne oblike komunizma in anarhizma, vključno z anarho-komunizmom, levim komunizmom, anarho-sindikalizmom, marksizmom, leninizmom, trockizmom ter stalinizmom in maoizmom.